# Kuczkuny (rejon stołpecki)
Kuczkuny (biał. Кучкуны; ros. Кучкуны) – wieś na Białorusi, w obwodzie mińskim, w rejonie stołpeckim, w sielsowiecie Zajamno, przy drodze republikańskiej R2.
W pobliżu miejscowości znajduje się przystanek kolejowy Kuczkuny, położony na linii Moskwa - Mińsk - Brześć.

## Historia
W XIX i w początkach XX w. wieś i folwark położone w Rosji, w guberni mińskiej, w powiecie mińskim.
W dwudziestoleciu międzywojennym wieś i leśniczówka leżące w Polsce, w województwie nowogródzkim, w powiecie stołpeckim, w gminie Stołpce. W 1921 wieś liczyła 147 mieszkańców, zamieszkałych w 34 budynkach, w tym 137 Białorusinów, 9 Polaków i 1 Rosjanina. 117 mieszkańców było wyznania prawosławnego i 30 rzymskokatolickiego. Leśniczówka liczyła zaś 5 mieszkańców, zamieszkałych w 2 budynkach, w tym 4 Białorusinów i 1 Polaka. Wszyscy mieszkańcy byli wyznania rzymskokatolickiego.
Po II wojnie światowej w granicach Związku Sowieckiego. Od 1991 w niepodległej Białorusi.